# Булвитис, Наурис
На́урис Бу́лвитис (латыш. Nauris Bulvītis; род. 15 марта 1987, Рига) — латвийский футболист, защитник. Выступал за национальную сборную Латвии.

## Биография
Профессиональную карьеру начал в 2007 году в клубе «Даугава».
В июне 2016 года подписал контракт с английским клубом «Плимут Аргайл».
В августе 2017 года вернулся в латвийский «Вентспилс».

## Достижения
«Инвернесс Каледониан Тисл»
- Победитель Первого дивизиона шотландской Футбольной лиги: 2009/10

«Вентспилс»
- Серебряный призёр чемпионата Латвии: 2010

«Сконто»
- Серебряный призёр чемпионата Латвии: 2013

Сборная Латвии
- Обладатель Кубка Балтии: 2012